# Anaïs Nin
Anaïs Nin (Neuilly sur Seine, 21. veljače 1903. – Los Angeles, 14. siječnja 1977.), francusko-kubansko-američka dnevničarka, autorica nadrealističnih romana, kratkih priča i erotike.
Djetinjstvo provodi u Barceloni i New Yorku, mladost u Parizu, a drugu polovicu života u Sjedinjenim Američkim Državama.
Najpoznatija je po svojim dnevnicima koje je pisala od 11. godine do smrti. Još tijekom života počela je s njihovim objavljivanjem u pročišćenom obliku, a nakon njezine smrti objavljene su i necenzurirane inačice, kao i nekoliko zbirki erotskih kratkih priča. U dnevnicima opisuje svoj privatni život, veze s muževima Hughom Guilerom i Rupertom Poleom (počinila je bigamiju udavši se za Polea 1955. iako je od 1923. bila u braku s Guilerom), kao i brojne izvanbračne afere od kojih su najpoznatije one s piscem Henryjem Millerom (financirala je prvo izdanje Rakove obratnice) i psihoanalitičarem Ottom Rankom.
Bila je jedna od rijetkih žena koje su zagovarale erotiku. Kao svoje glavne inspiracije navodi D. H. Lawrencea i Djunu Barnes. Popularnost postiže tek 1960-ih godina zbog napredovanja feminističkih pokreta.
Prema prvom necenzuriranom svesku dnevnika Henry i June je Philip Kaufman 1990. snimio film Henry & June.

## Djela

### Dnevnici
- The Early Diary of Anaïs Nin (1914–1931) (četiri sveska)
- The Diary of Anaïs Nin (sedam svezaka)
- Henry i June : Dnevnik ljubavi [I] : (1931. – 1932.) (Henry and June: From A Journal of Love. The Unexpurgated Diary of Anaïs Nin (1931–1932)) (1986.)
- A Literate Passion: Letters of Anaïs Nin & Henry Miller (1987.)
- Incest : Dnevnik ljubavi [II] : (1932. – 1934.) (Incest: From a Journal of Love) (1992.)
- Vatra - Dnevnik ljubavi [III] : necenzurirani dnevnik Anais Nin (1934. – 1937.) (Fire: From A Journal of Love) (1995.)
- Nearer the Moon: From A Journal of Love (1996.)
- Mirages: The Unexpurgated Diary of Anaïs Nin, 1939–1947 (2013.)
- Trapeze: The Unexpurgated Diary of Anaïs Nin, 1947–1955 (2017.)

### Romani
- House of Incest (1936.)
- Winter of Artifice (1939.)
- Cities of the Interior (1959.)
  - Ladders to Fire
  - Djeca albatrosa (Children of the Albatross)
  - The Four-Chambered Heart
  - Špijun u kući ljubavi (A Spy in the House of Love)
  - Seduction of the Minotaur
- Collages (1964.)

### Kratke priče
- Under a Glass Bell (1944.)
- Delta of Venus (1977.)
- Little Birds (1979.)
- Auletris (2016.)